# 辻内崇伸
辻内 崇伸（つじうち たかのぶ、1987年12月5日 - ）は、奈良県磯城郡川西町出身の元プロ野球選手（投手）・コーチ。
2014年からは日本女子プロ野球機構（JWBL）を支援するわかさ生活に入社し同社の社員を務める傍ら、女子プロ野球・埼玉アストライアのコーチに就任。2016年にはレイアでコーチを務めた後、2017年にはアストライアに復帰し、翌年1年間は監督を務めた。

## 経歴

### プロ入り前
奈良県出身。小学校1年生の時、一塁手として野球を始める。中学時には「郡山シニア」に所属し、投手に転向した。
大阪桐蔭高校では、2年の秋からエースとなり、3年時に出場した夏の甲子園一回戦の春日部共栄戦、5回6失点の乱調で降板したものの、先頭打者への2-2からの外角に外れた速球が156km/hをマーク（ネット裏のオリックス・バファローズスカウトのスピードガンによる計測、甲子園の電光掲示板には152km/hと表示）。日本中の注目の的となった。
二回戦の藤代戦では当時の大会タイ記録となる19奪三振を記録。同校が初出場・初優勝を果たした1991年の夏の甲子園以来の4強入りを果たし、辻内自身も1大会における通算奪三振で板東英二の83に次ぐ、当時歴代2位の65を記録した。準決勝では駒大苫小牧の田中将大から本塁打も打っている。
同年のAAAアジア野球選手権大会に日本代表として出場し、松坂大輔らを擁した1998年大会以来となる優勝に貢献した。
2005年の高校生ドラフトで読売ジャイアンツとオリックス・バファローズとの競合の末巨人が指名権を獲得し、1巡目指名で入団（入団までの経緯は後述参照）。抽選に外れたオリックスは岡田貴弘（T-岡田）を外れ1巡目指名している。入団当時の背番号は15。

### プロ入り後
2006年、春季キャンプでは一軍キャンプスタートとなるかに注目が集まったが、肩痛もあり二軍スタート、6月に発症した左肩の炎症による離脱でフレッシュオールスターゲーム出場を辞退した。イースタンリーグ成績は、登板13、3勝4敗、防御率6.04。オフ、ハワイ・ウィンターリーグ（10月1日 - 11月21日）に派遣。現地では「ホノルル・シャークス」に所属し、テークバックや体重移動の少ないフォームを目指し、「外国人のフォーム」を吸収する。また投球の幅を広げるためスライダーを試投、チェンジアップも習得。先発投手として8試合30イニング、1勝2敗、35奪三振、防御率2.30の成績を残した。
2007年、監督の原辰徳を始め首脳陣も辻内への期待のコメントを残していたが、2月9日に左肘痛で二軍落ち。精密検査の結果、内側側副靭帯の断裂と診断され、再建手術を行う事となった。4月26日に手術を受け成功したが、手術の特性上再建した靭帯の定着に非常に時間がかかるため、二軍を含む公式戦での登板はなかった。
2008年はファームの連合チームであるフューチャーズの一員として実戦復帰し、速球も最速150km/hを記録するなど復活の兆しを見せたが、二軍公式戦の登板はなかった。オフに背番号を39に変更した。
2009年は二軍で先発ローテーションの一角に入って7勝を挙げ、規定投球回には達しなかったが防御率2.69と自己最高の成績を残した。2006年に出場辞退したフレッシュオールスターゲームにも選出されている。しかし49与四球・7暴投はいずれもチームワーストで制球難は解消されたとは言えなかった。
2010年からは再び出場が減少し、この年は二軍で3試合の登板に終わってオフに背番号が98に変更された。
2011年は二軍公式戦の登板なしに終わる。2011年のオフには朝井秀樹などとともにヤンキース傘下のルーキーリーグ「Gigantes de Carolina（カロリーナ・ジャイアンツ）」へ派遣された。プエルトリコで約50日間を過ごし、現地の投手コーチからは「一朝一夕には行かないかもしれないが、是非、正しい投げ方を身に着けてほしい」とアドバイスされた。
2012年は3月17日の埼玉西武ライオンズとのオープン戦に2番手として一軍戦で初登板し、最速147キロをマーク。被安打2・失策絡みの1失点を記録した。リリーフとして二軍戦で43試合に登板し、8月16日には初めて一軍に昇格したが、登板はないまま8月22日に登録抹消された。オフに4歳年上の女性と結婚する。
2013年は春季キャンプでは一軍でスタートしたが肩の調子が上がらず、第2クールからは二軍に合流した。ブルペン入りの翌日左肘に強烈な痛みを覚え、腕が上がらなくなる状態に陥ったため別メニューでの調整が続いていたが、痛みの原因となっている遊離軟骨を内視鏡で除去する関節クリーニング手術を受けることが決まり、3月11日に群馬・館林市内の病院で手術を受けた。8月31日に帝京大学とのプロアマ交流戦で復帰登板したが、シーズン登板はこの試合のみであった。結局10月1日に戦力外通告を受け、一軍での公式戦の登板がないまま引退した。帝京大学との試合の約1週間前に肘の痛みが再発した時点で辻内は引退を覚悟し、試合でも直球が最速131km/hに留まるなど本来の姿からは程遠く、諦めの気持ちもあったという。
現役時代の一軍登録日数はわずか7日間で、一軍登板はなしであった。練習を休むと二軍戦でも登板機会を与えてもらえなくなるため、無理に練習をして肘痛を悪化させる悪循環を繰り返していた。秋になると速球が150km/hまで回復すると思えばウィンター・リーグから帰って自主トレを経て春季キャンプになると怪我が悪化することから「秋の男」と揶揄された。入団3年目辺りはプロの水に慣れたためか練習態度・生活態度がだらしなくなり、部屋やロッカーが汚いなどの問題が見られたが、当時の寮長からの鉄拳を交えた叱咤によって乱れていた態度が真面目になった。当時の寮長は「故障者は外出できない決まりがあるので、故障続きの辻内はモヤモヤもたまっていたのでしょうがね」と察するところを語っていた。

### 現役引退後
引退を決めた直後には、不動産会社の営業職に転身することを検討した。2013年12月30日にTBS系列で放送された『プロ野球戦力外通告・クビを宣告された男達』（TBS制作）では、巨人から戦力外を通告された直後から不動産業界への転職活動に至るまでの経緯を、妊娠中の妻を交えての密着取材映像などで紹介した。
しかし、日本女子プロ野球機構（JWBL）の関係者が、長年にわたって故障のリハビリへひたむきに取り組んできた辻内の姿勢などを高く評価した。辻内も、JWBLから指導者としてのオファーを受けたことを機に、2014年からJWBLに所属するイースト・アストライアのコーチへ就任するとともに女子プロ野球を支援しているわかさ生活の正社員になることが決まった。2014年6月には､TBS系列「私の何がイケないの? 元巨人軍選手の引退後の人生」において、その仕事ぶりと日常生活が紹介された。2024年の記事によると、第二の人生を始めた際に現役時代に作った人脈から食事の誘いが殺到し、それに付き合った影響で虫垂炎から腹膜破裂に発展し、妻が出産に備えて実家に帰っていたため死にかけの状態の中で自分で車を運転して病院に行った際に即入院して手術となったという。その入院中に仕事の誘いを受けた女子プロ野球に興味を持ち、アストライアの案件に繋がった。2016年は宮城県に拠点を置くレイアでコーチを務め、2017年に埼玉アストライアのヘッドコーチに就任した。同年12月11日に来季からの埼玉アストライアの監督に就任したが、2018年オフに監督退任と退団が発表された。女子プロ野球指導者時には巨人ドラフト1位入団者のプライドをかなぐり捨て、現役時代を知る見知らぬ人から奇異の目で見られながら、居酒屋に飛び込んでチケットの営業をしたこともあった。
退団後は秋田県秋田市に居住地を移し、2019年からALSOK秋田に入社して、2023年現在は警送隊として現金輸送の業務に従事している。妻と子供2人と過ごす時間を大切にしたいという思いから妻の実家がある秋田市に移り住んだという事情があり、仕事は市内のハローワークで見つけ、応募の際には最初「経歴」の欄に平然と「大阪桐蔭高校」「巨人軍」という文字が並んでいたことに会社側が騒然としたが、すぐに会社には馴染んだ。ALSOK秋田では野球部を結成しコーチに就任したが、現役時代の怪我により送球も困難なため選手はできないという。『ABEMA NEWS』の2025年8月の取材で、2024年に離婚したことを明かした。

## 選手としての特徴
高校時代にはストレートが156km/hを計測したものの、プロ入り後は制球難と度重なる肘と肩の故障に悩まされ、2013年8月に登板した時のストレートの球速は120キロ台にまで落ち込んでいた。二軍では2013年シーズン終了時で通算75試合に登板し、177回を投げ、12勝10敗、防御率3.76を記録しているものの、プロ8年間のうち実働は4年にとどまっている。

## 人物
本人は地元の県立高校に進学したかったが、所属していた「郡山シニア」の監督や両親から説得され、大阪桐蔭高等学校への進学を決意した。
一軍登板なしに終わった現役生活について、引退後に「ケガでほとんど野球をしてないのに、8年間もお金を貰っていて、本当に自己嫌悪に陥っていた」と語った。現役時代には一晩の飲食で最高40万円を使ったことがあるが、引退後のお小遣いは交通費込みで1ヶ月3万円程度だという。
秋田県に移住後は海釣りが趣味になったという。

### ドラフトまでの経緯
2005年のドラフトでは前年から目玉投手として注目を集めており、大物選手には珍しい「12球団OK」という発言もあって、当初は多くの球団が名乗りを上げ激しい争奪戦が予想された。しかし粗削りな点や、抽選を外した場合のリスクを嫌った球団が次々と回避した事もあり、10月3日、高校生ドラフトでは最終的には読売ジャイアンツとオリックス・バファローズの2球団のみの競合となった。
結果は巨人が交渉権を獲得するのだが、その際、外れ抽選券を引いたオリックスの中村勝広GMが、当たり外れに関わらず押してあるNPBの印鑑を見て権利を獲得したと勘違いし、ガッツポーズをするという一幕があった。「交渉権獲得」の印が押された正しい当たりくじを持った巨人監督の堀内恒夫も、中村のあまりの喜び様に首をひねりながらも抗議はせず、主催者側も確認を怠ったなど勘違いとミスが重なって、一時はオリックスの選択確定と誤って発表された。
直後の会見で辻内は硬い表情で「オリックスさんは素晴らしい球団」とオリックスからの指名受諾を表明したが、その後に巨人が交渉権を獲得したことが判明。異例のやり直しとなった会見では笑顔で「小さい頃から巨人が好きだったんで…」と語り、詰め掛けた関係者や報道陣からも笑みがこぼれた。本人の「どの球団でも光栄だし好き嫌いを口にすべきでない」という意思から表明を控えていたもので、両親でさえこのとき初めて辻内が巨人ファンだった事を知った。後に「関西から出たかった」と答えている。
巨人では松井秀喜以来となる、高卒での契約金1億円（推定）で契約、12月9日に入団発表を行った。

## 詳細情報

### 年度別投手成績
- 一軍公式戦出場なし

### 背番号
- 15 （2006年 - 2008年）
- 39 （2009年 - 2010年）
- 98 （2011年 - 2013年）
- 51 （2014年 - 2016年）
- 50 （2017年 - 2018年）